# Great Sasuke
Masanori Murakawa (村川 政徳, Murakawa Masanori) (né le 18 juillet 1969 à Morioka) plus connu sous le nom de The Great Sasuke est un catcheur (lutteur professionnel), un promoteur de catch et un homme politique japonais.
Il s'entraîne auprès de Gran Hamada et commence sa carrière à la Universal Pro-Wrestling / Federación Universal de Lucha Libre (en) (UWF puis FULL à partir de 1993), la fédération de catch d'Hamada, et lutte aussi au Mexique.

## Carrière de catcheur

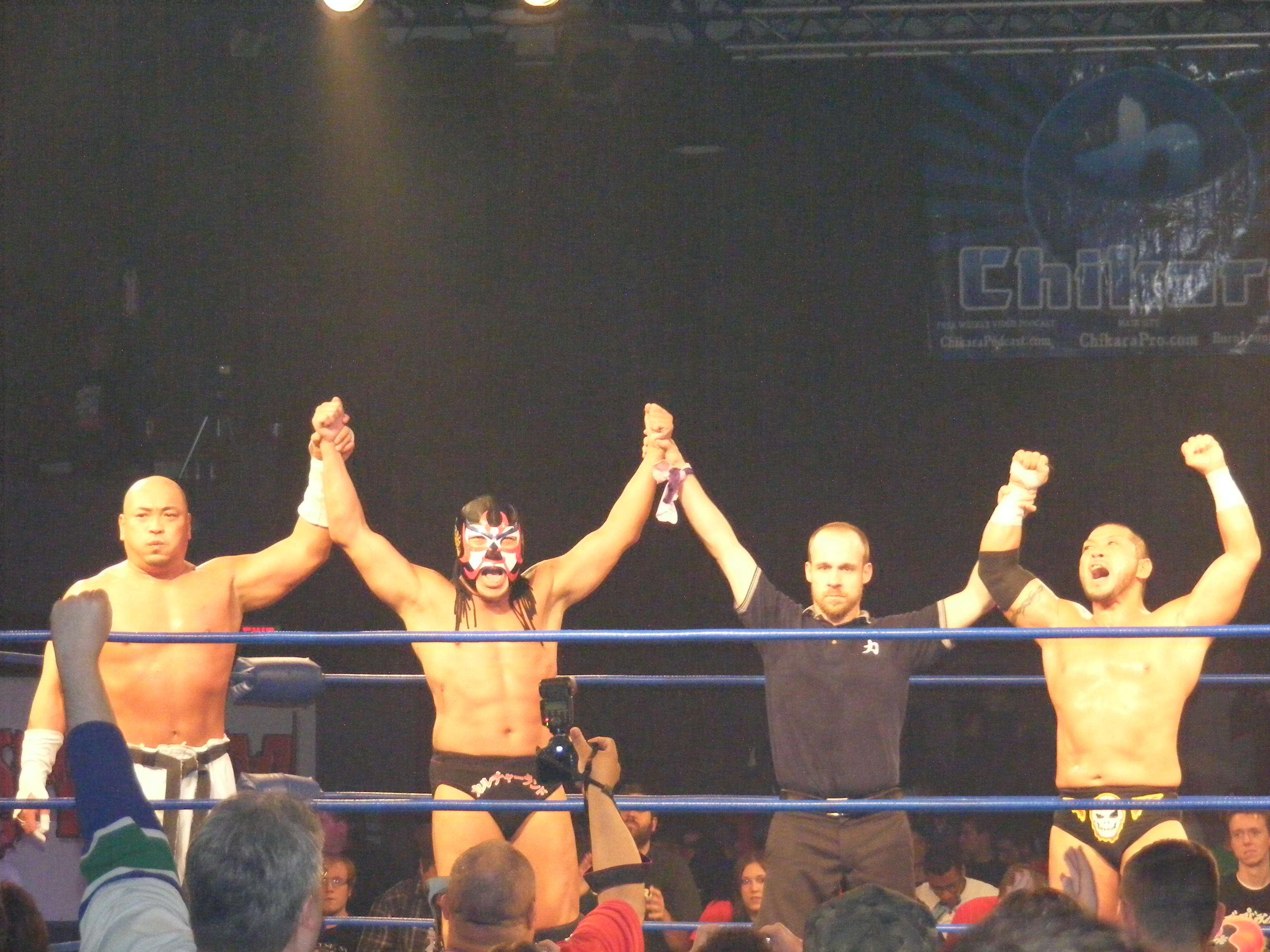
Team Michinoku Pro Chikara KoT, 2011.

### Débuts
Au début de sa carrière il prend le nom de Masa Michinoku. Masa, de son nom Masanori, et Michinoku, un ancien de sa région natale, Tōhoku. Taka Michinoku a fait la même chose, après un tour au Mexique, il adopte un costume et un masque, il prend alors le nom de Ninja Sasuke.

### Michinoku Pro Wrestling
Il est le propriétaire et le fondateur de la Michinoku Pro Wrestling au Japon, première promotion indépendante dans les environs de Tokyo.
Dans un contrat entre la  Michinoku Pro Wrestling et la World Wrestling Federation, Sasuke prend part à un tournoi et est couronné premier  WWF Light Heavyweight Champion en 1997. Après une dispute avec la WWF, la Michinoku Pro met fin à son contrat de coopération, Taka Michinoku, reprend alors le titre.
En 1998 lui et son disciple Tiger Mask IV débutent une rivalité avec : Masked Tiger (Takeshi Ono) et Sasuke the Great (Masao Orihara).
En 1999, Sasuke participe au célèbre jeu japonais de course ninja. Il finit alors troisième. Quand Sasuke est traduit dans Ninja Warrior aux États-Unis, ignore qui il est et l’appelle The Great Ninja Warrior.
En 2002, il passe du côté des méchants. Jinsei Shinzaki l’exorciste pour faire sortir le mal en lui afin de le refaire passer du côté des gentils.
Le 13 avril 2003, the Great Sasuke est élu à la Iwate Prefectural Assembly, c’est le premier homme politique masqué de l’histoire japonaise. Il rejoint alors d’autres catcheur dans la politique comme Antonio Inoki, Hiroshi Hase, et Atsushi Onita.
The Great Sasuke a récemment perdu les réélections.

## Palmarès
- Frontier Martial-Arts Wrestling
  - FMW Independent World Junior Heavyweight Championship (1 fois)
- Michinoku Pro Wrestling
  - British Commonwealth Junior Heavyweight Championship (2 fois)
  - Tohoku Junior Heavyweight Championship (2 fois)
  - Tohoku Tag Team Championship (2 fois) avec Dick Togo (1) et Yoshitsune (1)
- New Japan Pro Wrestling
  - IWGP Junior Heavyweight Championship (1 fois)
  - IWGP Junior Heavyweight Tag Team Championship (1 fois) avec Jushin "Thunder" Liger
  - NJPW Junior Heavyweight Super Grade Tag League Championship (1 fois) avec Eddie Guerrero
  - J-Crown (1 fois)
  - NWA World Junior Heavyweight Championship (1 fois)
  - NWA World Middleweight Championship (1 fois)
  - NWA World Welterweight Championship (1 fois)
  - UWA World Junior Light Heavyweight Championship (1 fois)
- Osaka Pro Wrestling 
  - Osaka Pro Wrestling Tag Team Championship (1 fois) avec Asian Cooger
- Pro Wrestling Illustrated
  - PWI ranked him # 92 of the 500 best singles wrestlers au "PWI Years" en 2003.
- Universal Wrestling Association/Universal Wrestling Federation 
  - UWA/UWF Intercontinental Tag Team Championship (2 fois) avec Gran Hamada (1) et Sasuke the Great (1)
  - WWF World Light Heavyweight Championship (2 fois)
- World Wrestling Association 
  - WWA World Junior Light Heavyweight Championship (1 fois)
  - WWA World Middleweight Championship (1 fois)
- Wrestling Observer Newsletter awards 
  - 5 Star Match (1994) vs. Wild Pegasus à la Super J Cup
  - 5 Star Match (1994) vs. Jushin Liger le 8 juillet
  - Best Flying Wrestler (1994)
  - Best Wrestling Maneuver (1994) The Sasuke Special
- Power Slam
  - PS 50 : 1994/19, 1995/32, 1996/7, 1997/36, 1998/47, 1999/34